# Rohnert Park
Rohnert Park, fundada en 1962 es una ciudad ubicada en el condado de Sonoma en el estado estadounidense de California. En el año 2009 tenía una población de 40,534 habitantes y una densidad poblacional de 2,433.9 personas por km².

## Geografía
Rohnert Park se encuentra ubicada en las coordenadas 38°20′50″N 122°41′43″O / 38.34722, -122.69528. Según la Oficina del Censo, la ciudad tiene un área total de 16,46 km² (6,4 mi²), de la cual 16,46 km² (6,4 mi²) es tierra y 0 km² (0 mi²) (0%) es agua.

## Demografía
Según la Oficina del Censo en 2000 los ingresos medios por hogar en la localidad eran de $51,942, y los ingresos medios por familia eran $61,420. Los hombres tenían unos ingresos medios de $41,757 frente a los $31,149 para las mujeres. La renta per cápita para la localidad era de $23,035. Alrededor del 8.0% de la población estaban por debajo del umbral de pobreza.

## Educación
El Distrito Escolar Unificado de Cotati-Rohnert Park gestiona escuelas públicas.